# Ломоносовски рејон (Лењинградска област)
Ломоносовски рејон (рус. Ломоносовский район) административно-територијална је јединица другог нивоа и општински рејон на крајњем западу Лењинградске области, односно на северозападу европског дела Руске Федерације.
Административни центар рејона, град Ломоносов, не налази се на територији самог рејона, већ на подручју федералног града Санкт Петербурга, и по томе је овај рејон јединствен међу свим рејонима Лењинградске области. Према проценама националне статистичке службе Русије за 2015, на територији рејона је живело 69.333 становника или у просеку око 36,13 ст/км².

## Географија
Ломоносовски рејон смештен је на крајњем западу Лењинградске области. Обухвата територију површине 1.919,17 км², и по том параметру најмањи је међу 17 рејона у области и чини 2,69% од укупне обласне територије (површином је мањи једино Сосновоборски градски округ). Рејон је на истоку ограничен територијом федералног града Санкт Петербурга, на југоистоку је Гатчињски, југу Волосовски, а југозападу Кингисепшки рејон. На западу је у виду полуенклаве територија Сосновоборског градског округа, односно акваторија Финског залива (на обале залива рејон излази и на северу). Административни центар рејона, град Ломоносов, налази се на око 40 километара западно од историјског центра града Санкт Петербурга.
Унутрашњост рејона је благо заталасана и представља део Ижорског побрђа. Најважнији водотоци су реке Систа, Стрелка, Воронка, Коваши и Лебјажја.
На југу рејона, код села Лопухинка, налази се заштићено природно подручје од региналног значаја Радонски извори и језера код села Лопухинке површине 2,7 км². Извори на том подручју су специфични по високим концентрацијама радиоактивних елемената у води.

## Историја
Дана 1. августа 1927. успостављен је Оранијенбуршки рејон као део Лењинградског округа Лењинградске области. У његов састав ушли су град Оранијенбаум (данашњи Ломоносов) и још 33 сеоска округа упразњеног Троцког округа Лењинградске губерније. Садашњи назив добија 23. фебруара 1948. године.
Привремено је био распуштен 1963, али је поново успостављен свега две године касније, 12. јануара 1965. године.

## Демографија и административна подела
Према подацима пописа становништва из 2010. на територији рејона је живело укупно 70.347 становника, док је према процени из 2015. ту живело 69.333 становника, или у просеку 36,13 ст/км². По броју становника Ломоносовски рејон се налази на 9. месту у области и његова популација чини око 3,9% свеукупне обласне популације. У урбаним центрима живи свега око 10% становништва.
| 1959.  | 1970.  | 1979.  | 1989.  | 2002.  | 2010.  | 2015.   |
| ------ | ------ | ------ | ------ | ------ | ------ | ------- |
| 68.620 | 66.817 | 56.352 | 66.104 | 65.297 | 70.347 | 69.333* |

Напомена:* Према процени националне статистичке службе. 
На подручју рејона постоје укупно 143 насељених места, међусобно подељених на 13 сеоских и две урбане општине. Једина градска насеља на подручју рејона су варошице Лебјажје и Бољшаја Ижора.